# Idaea ferrugata
Idaea ferrugata là một loài bướm đêm trong họ Geometridae.